# عقد 550 هـ
عقد 550 هـ هو الفترة بين عام 550 إلى 559 في التقويم الهجري، أي العشر سنوات السابعة من القرن السادس الهجري.